# Broadcasting House, Cardiff
Broadcasting House é a sede construída especificamente para os serviços de rádio, televisão e on-line da BBC Cymru Wales, situados no norte de Cardiff. O edifício foi inaugurado em 1966 e consiste em três blocos, que abrigam estúdios, escritórios e instalações técnicas.
A BBC Cymru Wales está saindo do local da estrada Llantrisant em 2019 para novas instalações na Central Square, ao lado da estação central de Cardiff. O local de Llandaff será demolido e o local se tornará moradia.

## História
Broadcasting House foi projetada pelo arquiteto galês Ivan Dale Owen (1924-1997). A BBC mudou-se para o edifício em 1966 que tem sido a sede da BBC Cymru Wales desde então. A princesa Margaret abriu oficialmente o edifício no dia de Santo Davi no  País de Gales em 1 de março de 1967. Abriga os estúdios, escritórios e instalações técnicas da BBC. O edifício está localizado na área de Llandaff, Cardiff , perto do rio Taff. Fica perto da estação ferroviária de Danescourt e é servido por vários serviços de ônibus de Cardiff. A Orquestra Nacional BBC do País de Gales (BBC NOW) e o Coro Nacional do País de Gales da BBC saíram do Studio 1 na Broadcasting House para uma nova instalação, a BBC Hoddinott Hall no Wales Millennium Centre em 2009. Grande parte das instalações dos estúdios de televisão da BBC mudou-se em 2011 para uma nova em Roath Lock, Cardiff Bay.
Em agosto de 2013, foi anunciado que a Broadcasting House e Ty Oldfield, que fica em frente à Broadcasting House, estavam à venda, com planos de mudar para uma nova sede em Cardiff até 2018. A BBC disse que o "a infraestrutura envelhecida em Llandaff está claramente chegando ao fim da estrada e é hora de olhar para o futuro". Dizia-se que eles consideravam três locais possíveis em Cardiff. Seus locais em Cardiff são Central Square, ao norte da estação ferroviária central de Cardiff, Terra ao sul da estação ferroviária e Terreno entre o edifício Senedd e a sede do Reino Unido em Atradius.
Em 2014, foi confirmado que a Broadcasting House e Ty Oldfield seriam demolidos e transformados em 400 unidades residenciais.

## Programação
Os programas de televisão produzidos na Broadcasting House, Cardiff incluem BBC Wales Today, Newyddion, Doctor Who Confidential, The Chatterley Affair, Pobol y Cwm, Belonging, High Hopes, Satellite City e The District Nurse.